# 子猫物語
『子猫物語』（こねこものがたり The Adventures of Chatran 別題:The Adventures of Milo and Otis）は、1986年公開の日本映画（実写）。畑正憲が監督・脚本を手掛けた子猫の冒険映画。日本版とは異なる再編集されたものが日本国外でも放映された。

## ストーリー
牛小屋の中で生まれた7匹の子猫。そのうちの一匹、茶虎の牡猫チャトランは、パグ犬のプー助と親友になる。春のある日、プー助とかくれんぼをしていたチャトランは川岸にあった木箱に入り、そのまま流されてしまう。あとを追ってきたプー助は木箱に襲い掛かるクマと格闘する。滝つぼに落ちながらも懸命に耐えるチャトラン。こうしてチャトランとプー助の冒険が始まった。
無事に陸に上がった空腹のチャトランは、キツネが獲物を土に埋めているのを見つけ、こっそり失敬する。プー助はキツネにチャトランの行方を尋ねるが、遊びに夢中になってしまう。馬の背中に乗せてもらったチャトランは、たどりついた線路であやうく汽車にはねられそうになる。夜の森では迷子の子豚に出会い、母豚と兄弟たちのもとに送り届け、乳をもらう。
なおも旅を続けるチャトランは、川でしっぽをたらして魚を釣るが、アライグマに横取りされる。ようやくプー助と落ち合ったチャトランは牛の牧場に侵入。プー助は生まれたばかりの子牛に群がるカラスを追いかけ、どこかにいってしまう。
チャトランは夜の森でフクロウから獲物の魚をわけてもらう。海辺でカモメの巣に近づいたチャトランはカモメたちに追われ、崖から海に転落。浜にあがったチャトランは番小屋の中で休む。そこへクマが入ってきて、チャトランを襲う。チャトランは箪笥の上から物を落として熊を追い払う。蛇に追われて木に登ったチャトランは、深い穴に落ちてしまう。そこへやってきたプー助はロープを穴に落とし、チャトランを引き上げる。
秋になり、プー助と家路に着くチャトランは、白い雌猫と出会う。プー助は、雌猫とよりそうチャトランを見て姿を消す。冬、雌猫はチャトランの子を産む。春、父親になったチャトランは子猫たちを連れて外に出る。プー助も父親となり、子犬たちを連れている。大地には命があふれていた。

## データ
1986年7月12日公開。
- 配給：東宝
- 配給収入：約54億円（1986年邦画第1位）
- 観客動員数：約750万人
- 公開当時は文部省推薦だった。
- アメリカ興行収入：約1329万ドル（2023年にゴジラ-1.0が更新するまで邦画実写歴代1位だった[3]）

## スタッフ
- 製作指揮：鹿内春雄
- 製作：日枝久、角谷優
- プロデューサー：緒方悟
- 企画：宮内正喜
- 原作・脚本・監督：畑正憲
- 協力監督：市川崑
- 撮影：藤井秀雄、富田真司
- 照明：山下礼二郎、煙草忠司
- 美術：坂口岳玄
- 録音：大橋鉄矢、信岡実
- 編集：長田千鶴子
- 音楽監督：坂本龍一
  - 作曲・編曲：坂本龍一、上野耕路、野見祐二、渡辺蕗子
- 詩：谷川俊太郎
- 主題歌：『子猫物語』
  - 作詞：大貫妙子　作曲：坂本龍一　編曲：坂本龍一・野見祐二 歌：吉永敬子
- キャンペーンソング：『猫舌ごころも恋のうち』（歌：うしろゆびさされ組）[注 4]
- 音楽プロデューサー：宮田茂樹、朝妻一郎
- 音楽制作：ミディ、フジパシフィック音楽出版
- 動物飼育：ムツゴロウ動物王国
- 構成：南川泰三、日高真也
- 動物監督：畑三喜雄
- 音響効果∶小島良雄、斉藤昌利、中村佳央
- 監督補：上野尭
- 現像：東京現像所
- 録音スタジオ：東宝録音センター
- タイトル：デン・フィルムエフェクト
- 協力：ムツゴロウ委員会、ムツプロ、電通、東京コマーシャルフィルム、東亜国内航空
- 協賛：カルピス食品工業、カーネーション・ニッパイ
- 製作：フジテレビジョン

## キャスト
- チャトラン（子猫）
- プー助（犬：パグ）
- ブラッキー（黒熊）
- キキ（キタキツネ）
- 春太（小鹿）
- ありゃりゃこりゃりゃ（アライグマ）
- トン太（ブタ）
- シロ子（白猫）

他、動物多数
- 詩の朗読：小泉今日子
- ナレーション：露木茂（当時フジテレビアナウンサー）

## ゲーム
1986年9月19日にポニーキャニオンより発売。
対応機種はファミリーコンピュータ ディスクシステム。

## 受賞歴
- 第4回ゴールデングロス賞最優秀金賞、特別賞[4]